# Анакліт
Анакліт (Кліт) — лат. Cletus (Anacletus — (? — 88 (90) — третій папа римський після Святого Петра і Ліна.
Про життя цього папи відомо ще менше, ніж про попереднього Ліна. З «Церковної історії» Євсевія Кесарійського відомо, що наступником Ліна був певний Анакліт, що вступив на папський престол на другий рік правління римського імператора Траяна (тобто у 79 р. н. е.). Згідно з Liber Pontificalis, він був папою протягом 12 років 1 місяця й 11 днів.
Відомо також, що Анакліт народився в Італії, в Римі, де і помер або 88, або 90 року.